# Botola 1 2007-2008
La Botola 1 2007-2008 è stata la 52ª edizione della Botola 1, la prima divisione del campionato marocchino di calcio. È stato disputato dal 21 settembre 2007 all'8 giugno 2008 con la formula del doppio girone all'italiana tra 16 squadre, e si è concluso con la vittoria del FAR Rabat, al suo 12º titolo.